# 케플러-6b
케플러-6b는 케플러 계획을 통해 2010년 1월 4일 발견된 다섯 개의 외계 행성 중 하나이다. 이 행성은 어머니 별을 지구 시간으로 약 3.2일에 1회 돈다. 기존의 뜨거운 목성들과 마찬가지로, 6b 역시 상층부 대기가 가열되어 부풀어 있으며 그 결과 목성보다 반지름이 좀 더 크다. 이 행성은 다른 네 행성과 마찬가지로 행성이 별 표면을 지나가면서 별빛 일부를 가리는 현상을 이용한, 트랜싯법을 이용하여 발견되었다.

## 같이 보기
- 케플러-4b
- 케플러-5b
- 케플러-7b
- 케플러-8b